# Trinidad, Kuba
Trinidad är en kommun och stad i provinsen Sancti Spíritus i centrala Kuba. Invånarantalet för hela kommunen låg på 74 571 i slutet av 2007. Staden är tillsammans med närliggande Valle de los Ingenios ett världsarv.

## Historia
Trinidad grundades 23 december 1514 av Diego Velázquez de Cuéllar under namnet Villa De la Santísima Trinidad. Den är en av de bäst bevarade städerna i Karibien från tiden då sockerhandeln utgjorde huvudindustrin i regionen.

## Ekonomi
I våra dagar utgör tobaksindustrin Trinidads huvudsakliga sysselsättning. Stadens äldre delar vilka utgör område för turistgrupper är mycket välbevarade. I kontrast till detta är stadens övriga delar väldigt nedslitna.
Utanför staden ligger Ancónhalvön med en lång sandstrand (Playa Ancón) och flera turisthotell. Ancón var en av de första nya turistanläggningarna som utvecklades i Kuba under Castros diktatur.

## Demografi

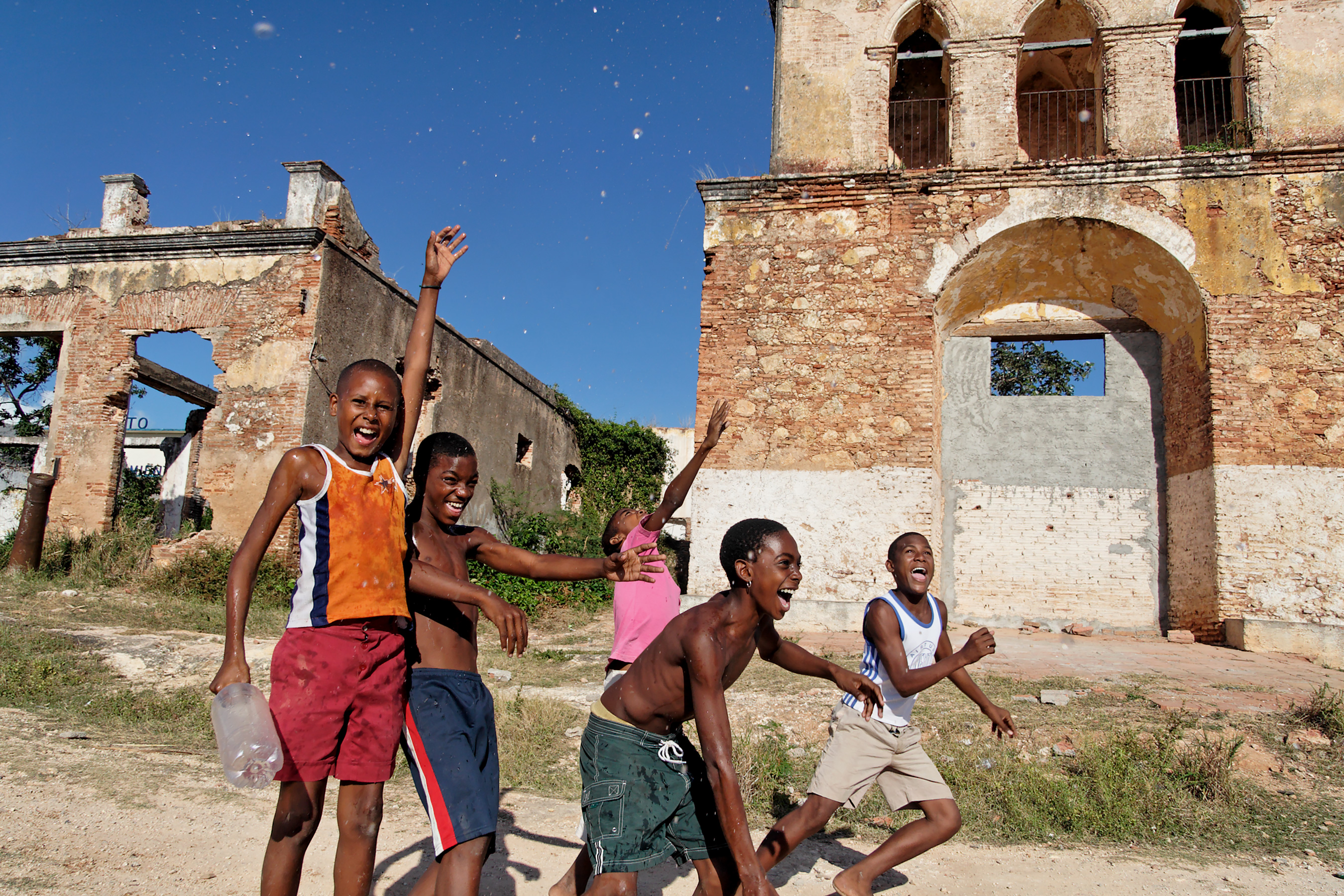
Barn i Trinidad.

I slutet av 2007 hade Trinidads kommun en befolkning på 74 571 invånare och en total areal på 1 158,74 km², vilket ger en befolkningstäthet på 64,36 inv./km².
Kommunen är indelad i distrikten Primero, Segundo, Tercero, Aguacate, Cabagán, Caracusey, Casilda, Guaniquical, Río de Ay, San Francisco, San Pedro and Táyaba.

## Besöksmål
- Plaza Mayor
- Municipal History Museum
- Santísima Trinidad Cathedral
- Playa Ancon

## Bilder

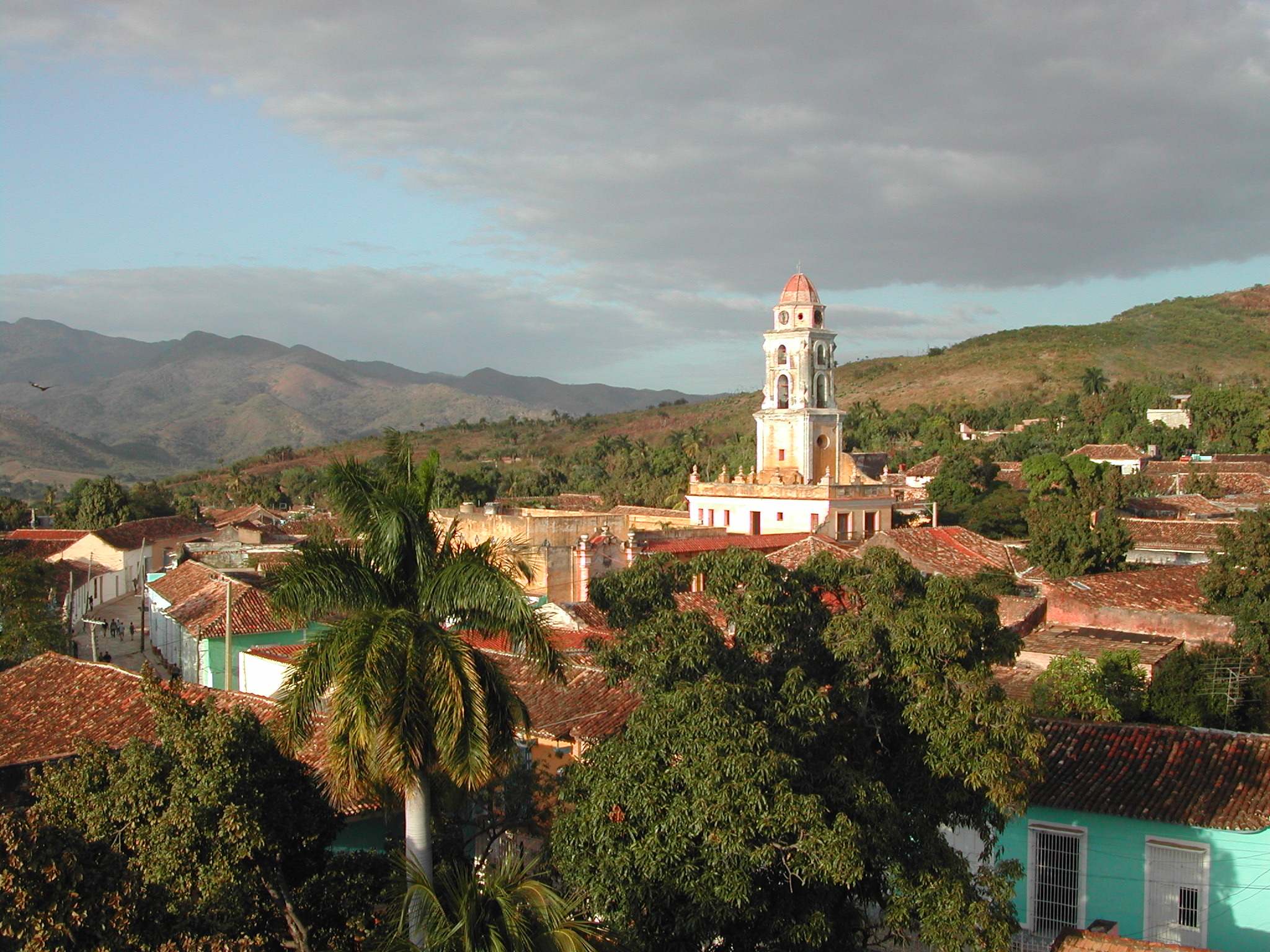
Vy över staden.
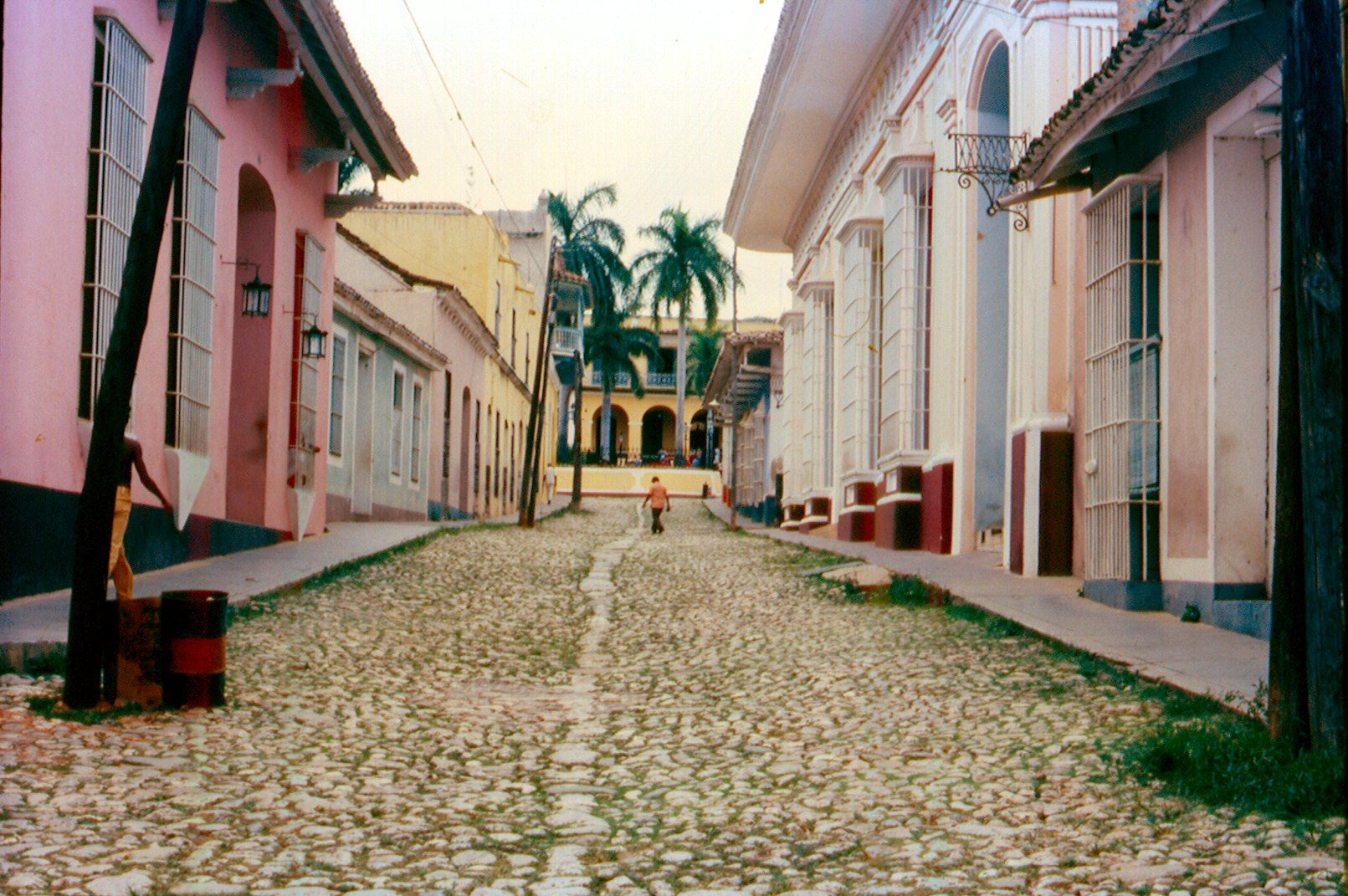
Gator i Trinidad.
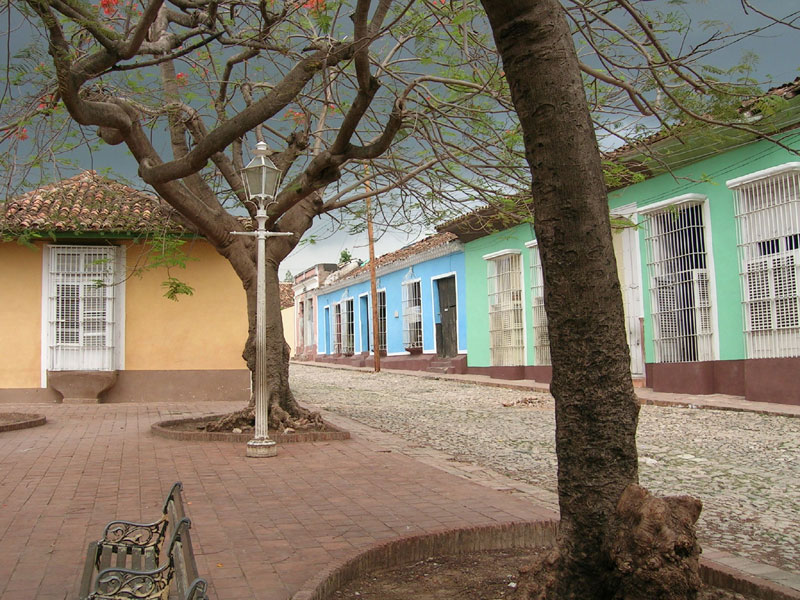
Trinidad strax före en storm.